# وین پرتی
وین پرتی (انگلیسی: Wayne Pretty؛ زادهٔ ۱۱ ژوئن ۱۹۳۶) قایقران روئینگ اهل کانادا است.